# Famille de Gouvion Saint-Cyr
 (août 2024).
Si vous disposez d'ouvrages ou d'articles de référence ou si vous connaissez des sites web de qualité traitant du thème abordé ici, merci de compléter l'article en donnant les références utiles à sa vérifiabilité et en les liant à la section « Notes et références ».
La famille de Gouvion Saint-Cyr, anciennement Gouvion, est une famille dont des membres ont été titrés au XIXe siècle. Elle appartient à la noblesse d'Empire et à celle de la seconde Restauration.
Cette famille s'est principalement illustrée dans la carrière des armes.

## Histoire
Jean-Baptiste Gouvion (1747-1792), fils de Jean François Gouvion (1717-1794) et de Marguerite Catherine Olry, est lieutenant colonel au bailliage et siège présidial de Toul. L'un de ses frères, Louis, est comme lui officier du génie et sa sœur Marie Geneviève épouse Pierre Gouvion (1753-1819), leur cousin germain, également officier du génie, qui est créé baron héréditaire en 1816.
Laurent Gouvion, maréchal de France, marquis de Gouvion-Saint-Cyr, fils du tanneur toulois Jean-Baptiste Gouvion (à ne pas confondre avec le lieutenant criminel Jean-Baptiste Gouvion, cité ci-avant), est son cousin issu issu germain.
Louis Jean-Baptiste Gouvion (1752-1823), général de la Révolution et de l'Empire, membre du Sénat conservateur, comte de l'Empire, est son cousin germain, ainsi que le frère aîné de son beau-frère Pierre Gouvion.

## Personnalités
La lecture des registres d'état civil permet d'établir les liens de filiation entre les personnalités de la famille :
- François Gouvion (1628-1700), marchand boucher à Toul. Le 6 juillet 1655 à Toul, il épouse Marguerite Boulanger.
  - François Gouvion (13 août 1656 à Toul - 26 juillet 1729 à Toul), hôtelier. Le 20 février 1680 à Toul, il épouse Catherine Lance.
    - Étienne Gouvion (8 juin 1687 à Toul - ), greffier des terres et seigneurie de Saint-Evre, procureur au bailliage et siège présidial de Toul. Le 9 juin 1716 à Toul, il épouse Jeanne Marcoux.
      - Jean François Gouvion (16 août 1717 à Toul, 28 février 1794 à Toul), conseiller du roi. Le 29 mars 1746 à Toul, il épouse Catherine Olry. De ce mariage, naissent au moins treize enfants.
        - Jean-Baptiste Gouvion (1747-1792), maréchal de camp, député de Paris. Sans descendance.
        - Marie Geneviève Gouvion (16 septembre 1760 à Toul - 1er mai 1841 à Toul). Le 9 janvier 1790 à Toul, elle épouse son cousin Pierre Gouvion (1753-1819).

  - Nicolas Gouvion (1669 - 15 juin 1705 à Toul), marchand boucher. Le 5 mars 1696 à Toul, il épouse Jeanne Cuchelet.
    - Claude Gouvion (8 octobre 1703 à Toul - 28 avril 1747 à Toul), boucher, échevin. Le 27 janvier 1728 à Toul, il épouse Marguerite Houaut.
      - Jean Baptiste Gouvion (24 avril 1742 à Toul - 21 août 1821 à Toul), marchand tanneur. Le 8 février 1763 à Toul, il épouse Anne Marie Mercier.
        - Laurent de Gouvion-Saint-Cyr (1764-1830), ambassadeur (1801-1802), colonel général des cuirassiers (1804), grand aigle de la Légion d'honneur (1805), comte de l'Empire (1808), maréchal d'Empire (1812), pair de France (1814), ministre (1815 et 1817-1819), chevalier de Saint-Louis (1816), marquis (1817).
          - Laurent-François de Gouvion-Saint-Cyr (1815-1904), pair de France (1841), député d'Eure-et-Loir en 1871. Le 17 juillet 1847 à Saint-Bouize, il épouse Marie Bachasson de Montalivet.
            - Paul de Gouvion-Saint-Cyr (6 mars 1863 à Paris - 31 octobre 1923 à Rouvray-Saint-Florentin), lieutenant de dragons. Le 7 mai 1894 à Paris, il épouse Jeanne Simonis de Dudezeele.
              - Henri Laurent Marie de Gouvion Saint-Cyr (2 janvier 1900 à Méry-ès-Bois (Cher) - 26 juin 1981 à Paris 1er)[1], président de la Fédération internationale de tir aux armes sportives de chasse (FITASC) (1951-1972), président de la Fédération française de tir aux armes de chasse (1948-1962), président du Cercle du bois de Boulogne (1958-1970), officier de la Légion d’honneur, croix de guerre 1939-1945, commandeur du Mérite sportif.
              - Bernard Marie Paul de Gouvion Saint-Cyr (28 juillet 1914 à Rouvray-Saint-Florentin - 30 novembre 1996 à Paris 5)[2], général de brigade, chef de corps du Régiment d’Infanterie de Chars de Marine (RICM) (1959-1961), général commandant supérieur des forces armées en Nouvelle-Calédonie et dépendances (1970-1972), commandeur de la Légion d’honneur, croix de guerre 1939-1945, croix de la valeur militaire.

    - Jean Baptiste de Gouvion (14 août 1723 à Toul - 10 janvier 1786 à Toul). Le 7 octobre 1749 à Toul, il épouse Marie Geneviève Bas.
      - Louis Jean-Baptiste Gouvion (6 février 1752 à Toul - 22 novembre 1823 à Paris), chevalier de Saint-Louis (1791), général de division (1799), sénateur (1804), comte Gouvion et de l'Empire (1808), gouverneur de Varsovie (1806-1809), pair de France à vie (1814), comte-pair héréditaire (1817 avec lettres patentes mais sans majorat), grand-croix de la Légion d'honneur (1821).
      - Pierre Gouvion (1er septembre 1753 à Paris - 29 mars 1819 à Toul), officier du génie, est créé baron héréditaire en 1816. Il épouse sa cousine Marie Geneviève Gouvion.

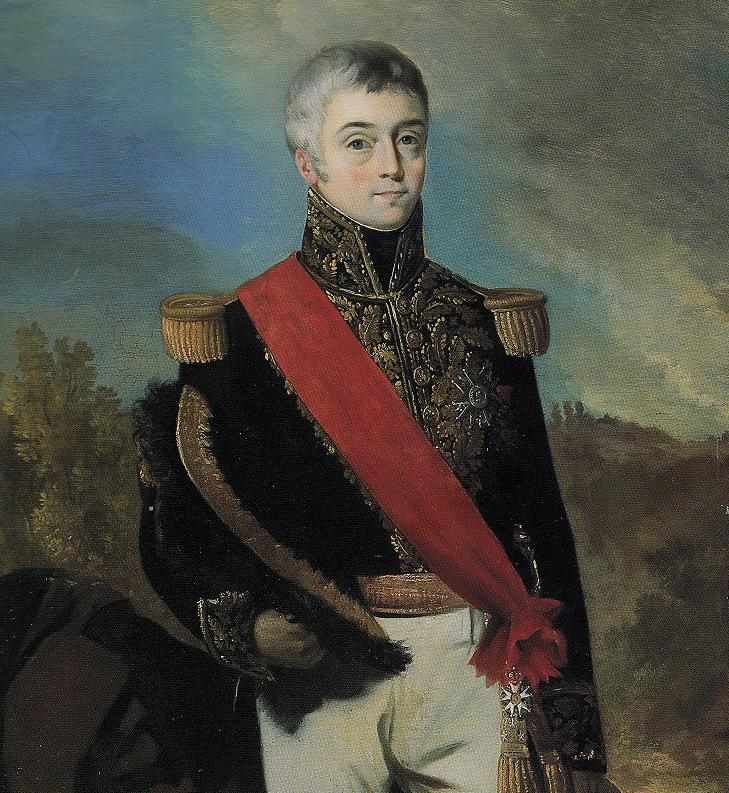
Louis-Jean-Baptiste Gouvion (1752-1823).
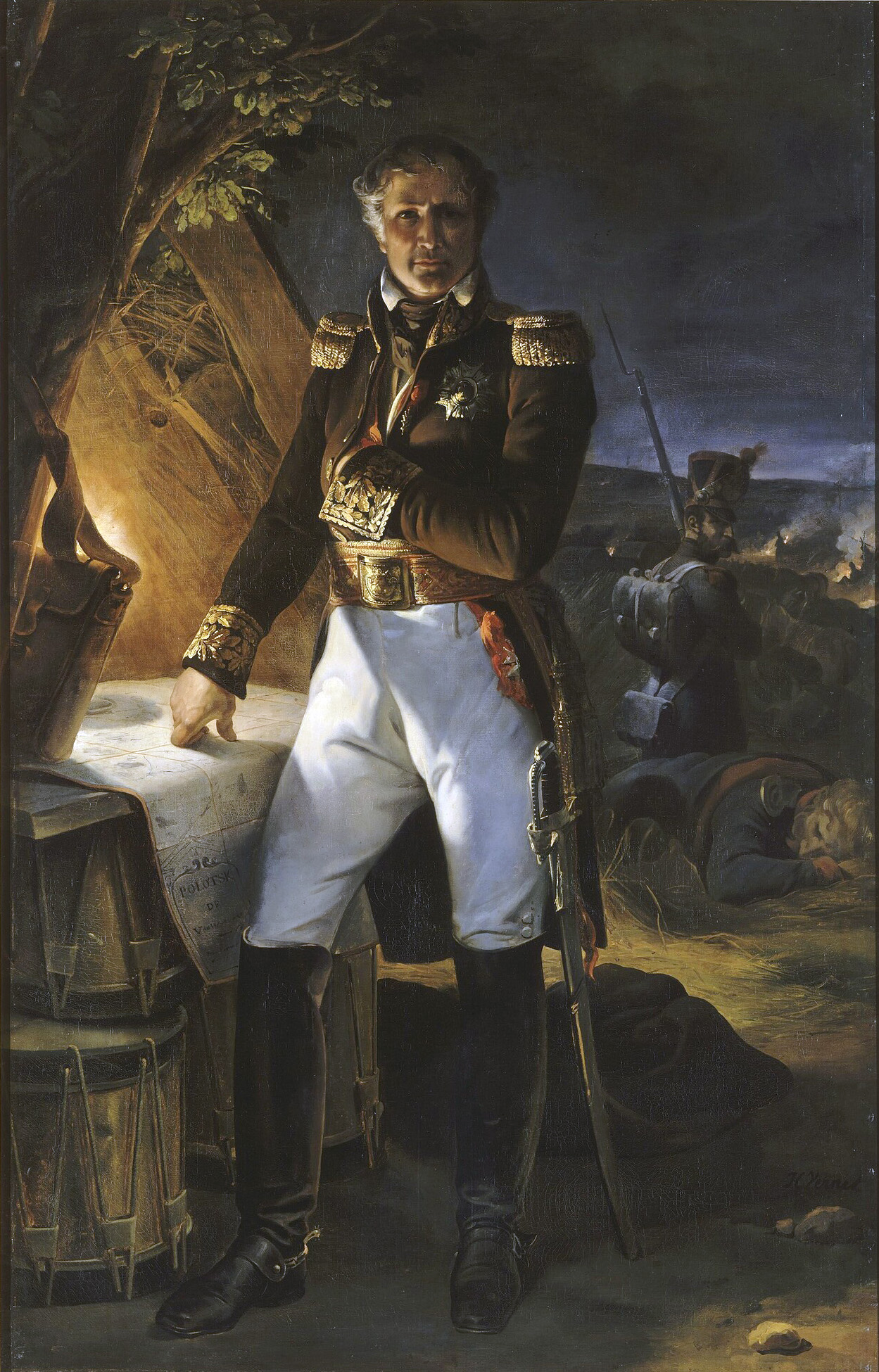
Laurent de Gouvion-Saint-Cyr (1764-1830)

## Alliances
Les principales alliances de la famille de Gouvion Saint-Cyr sont : de Dampierre (1909), de Viel de Lunas d'Espeuilles (1919), Bachasson de Montalivet, Murat, Imbert de Balorre,  Macé de Gastines (1951), Goury du Roslan (1957), des Rotours  (1965), Huchet de La Bédoyère (1968), Guyot de Villeneuve (1976), Fouache d'Halloy d'Hocquincourt (1980), Thierry d'Argenlieu (1984), Taittinger (1988), Préveraud de Laubepierre de Vaumas (1991), de Villaines (2011), de Roquefeuil-Montpeyroux (2022).

## Demeures
La famille Gouvion Saint-Cyr possède le château de Reverseaux à Rouvray-Saint-Florentin en Eure-et-Loir depuis 1807[réf. nécessaire].

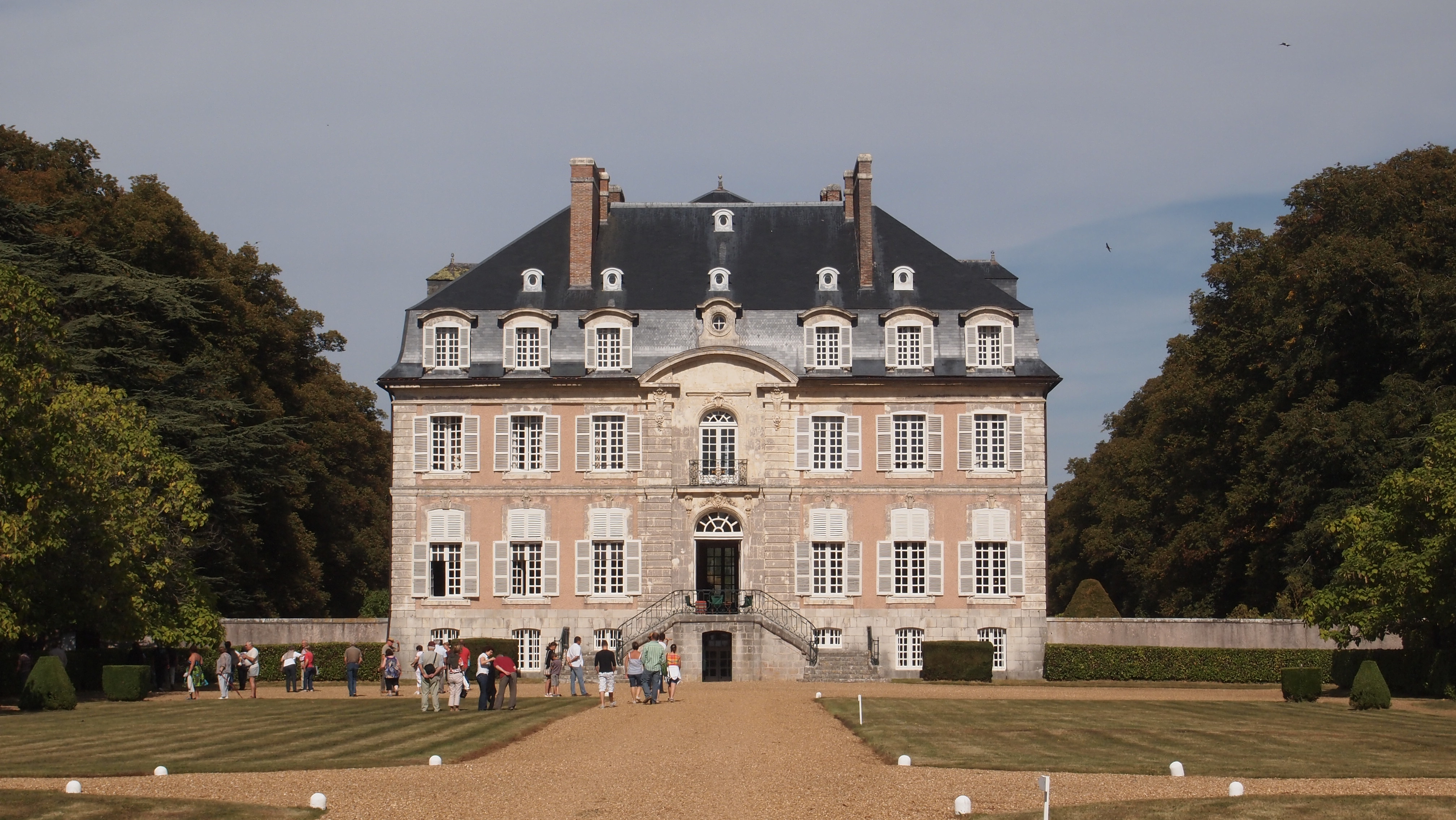
Le château de Reverseaux

## Postérité
À Paris :
- Boulevard Gouvion-Saint-Cyr
- Square Gouvion-Saint-Cyr
- Nom gravé sous l'arc de triomphe, place de l'Étoile
- Un buste à l'effigie de Laurent de Gouvion-Saint-Cyr est exposé dans l'hémicycle du Sénat (1842)

À Toul :
- Rue Gouvion-Saint-Cyr
- École Gouvion-Saint-Cyr

À Rouvray-Saint-Florentin :
- Rue Gouvion-Saint-Cyr[3]

À Guer :
- Avenue Maréchal Gouvion Saint-Cyr

## Pour approfondir